# وزارة النفط والثروة المعدنية (سوريا)
وزارة النفط والثروة المعدنية كانت إحدى إدارات الحكومة السورية. كانت الوزارة مسؤولة عن الإشراف على التنقيب وإنتاج واستثمار الثروتين النفطية والمعدنية في سوريا، وكان عدد من المؤسسات والشركات الحكومية تابعًا لها. في 29 آذار 2025، ونتيجة لتشكيل الحكومة الانتقالية السورية، دُمجت وزارة النفط والثروة المعدنية ووزارة الكهرباء ووزارة الموارد المائية لتُشكل وزارة الطاقة.

## التاريخ

### التأسيس
أحدثت وزارة النفط والثروة المعدنية بموجب المرسوم التشريعي رقم 139 تاريخ 26/10/1966 المعدل بالمرسوم التشريعي رقم 121 تاريخ
19/5/1970 باسم " وزارة النفط والكهرباء وتنفيذ المشارع الصناعية " أولاً ، ثم "وزارة النفط والكهرباء والثروة المعدنية " ثانياً، ثم عدلت تسميتها إلى " وزارة النفط والثروة المعدنية " بموجب المرسوم التشريعي رقم 94 تاريخ 23/9/1974.

### الدمج
في 29 آذار (مارس) 2025، أعلن الرئيس السوري أحمد الشرع عن دمج وزارة النفط والثروة المعدنية ووزارة الكهرباء تحت مظلة وزارة الطاقة، وجاء ذلك خلال الإعلان عن تشكيل الحكومة الانتقالية السورية لعام 2025.

## مهام الوزارة
- الاشراف على المؤسسات والشركات والجهات التابعة للوزارة.
- الإشراف على التنقيب وإنتاج واستثمار الموارد الباطنية.
- رسم السياسة العامة لجميع أوجه النشاط المتعلق بالموارد الباطنية من نفط وغاز وغيرها.
- الإشراف على تنفيذ مشاريع التنمية وأوجه النشاط المتعلق بالموارد الباطنية في سوريا.
- اعتماد خطط التنمية للمؤسسات للمؤسسات والشركات والجهات التابعة للوزارة، ومتابعة تنفيذها.
- إعداد الدراسات والخطط اللازمة التي تتطلبها عملية التطوير وتحديث الوزارة والجهات التابعة لها بهدف مواكبة تطوزات الصناعة النفطية والمعدنية في العالم.
- التنسيق بين المؤسسات والشركات والجهات التابعة للوزارة، والعمل على حل ما ينشأ بينها من خلافات.
- العمل على تأمين التمويل اللازم لمشاريعها الإنتاجية والاستثمارية بالتعاون مع الجهات الحكومية المعنية.[8]

## المؤسسات والشركات التابعة للوزارة
- المؤسسة العامة للنفط
- الشركة السورية للنفط
- الشركة السورية للغاز
- الشركة السورية لنقل النفط
- شركة الفرات للنفط
- شركة دير الزور للنفط
- شركة كوكب للنفط
- شركة حيان للنفط
- شركة إيبلا للنفط
- شركة دجلة للنفط
- شركة الرشيد للنفط
- المؤسسة العامة لتكرير النفط وتوزيع المشتقات النفطية
- الشركة العامة لمصفاة حمص
- الشركة العامة لمصفاة بانياس
- شركة محروقات
- المؤسسة العامة للجيولوجيا والثروة المعدنية
- الشركة العامة للفوسفات والمناجم
- المركز الوطني للرصد الزلزالي
- معهد المهن النفطية والمعدنية

## قائمة الوزراء
| الصورة                                         | الاسم (مواليد–وفاة)                            | فترة شغل المنصب                                | فترة شغل المنصب                                | فترة شغل المنصب                                | الحكومة                                                       | ملاحظات                                        |
| الصورة                                         | الاسم (مواليد–وفاة)                            | تولى المنصب                                    | غادر المنصب                                    | المدة                                          | الحكومة                                                       | ملاحظات                                        |
| وزير النفط والكهرباء وتنفيذ المشروعات الصناعية | وزير النفط والكهرباء وتنفيذ المشروعات الصناعية | وزير النفط والكهرباء وتنفيذ المشروعات الصناعية | وزير النفط والكهرباء وتنفيذ المشروعات الصناعية | وزير النفط والكهرباء وتنفيذ المشروعات الصناعية | وزير النفط والكهرباء وتنفيذ المشروعات الصناعية                | وزير النفط والكهرباء وتنفيذ المشروعات الصناعية |
| ---------------------------------------------- | ---------------------------------------------- | ---------------------------------------------- | ---------------------------------------------- | ---------------------------------------------- | ------------------------------------------------------------- | ---------------------------------------------- |
|                                                | أسعد تقلا (0000–0000)                          | 16 تشرين الأول 1966                            | 28 أيلول 1967                                  | 347 أيام                                       | حكومة يوسف زعين الثانية                                       | [ 9 ]                                          |
|                                                | أحمد الحسن (0000–0000)                         | 28 أيلول 1967                                  | 15 تشرين الثاني 1970                           | 3 سنوات و48 أيام                               | حكومة يوسف زعين الثانية حكومة نور الدين الأتاسي               | [ 10 ] [ 11 ]                                  |
| وزير النفط والكهرباء والثروة المعدنية          |                                                |                                                |                                                |                                                |                                                               |                                                |
|                                                | مصطفى حداد (1930–)                             | 21 تشرين الثاني 1970                           | 22 آذار 1972                                   | 1 سنة و122 أيام                                | حكومة حافظ الأسد حكومة عبد الرحمن خليفاوي الأولى              | [ 12 ]                                         |
|                                                | أحمد فوزي عبارة (0000–0000)                    | 22 آذار 1972                                   | 23 كانون أول 1972                              | 276 أيام                                       | حكومة عبد الرحمن خليفاوي الأولى                               |                                                |
|                                                | فائز ناصر (0000–0000)                          | 23 كانون الأول 1972                            | 26 أيلول 1973                                  | 277 أيام                                       | حكومة محمود الأيوبي                                           | [ 13 ]                                         |
|                                                | جبر الكفري (0000–0000)                         | 26 أيلول 1973                                  | 1 أيلول 1974                                   | 340 أيام                                       | حكومة محمود الأيوبي                                           | [ 14 ]                                         |
| وزير النفط                                     |                                                |                                                |                                                |                                                |                                                               |                                                |
|                                                | عدنان مصطفى (0000–0000)                        | 1 أيلول 1974                                   | 7 آب 1976                                      | 1 سنة و341 أيام                                | حكومة محمود الأيوبي                                           | [ 15 ]                                         |
|                                                | عيسى درويش (0000–0000)                         | 7 آب 1976                                      | 14 كانون الثاني 1980                           | 3 سنوات و160 أيام                              | حكومة عبد الرحمن خليفاوي الثانية حكومة محمد علي الحلبي        | [ 16 ] [ 17 ]                                  |
|                                                | عبد الجبار الضحاك (1940–2020)                  | 14 كانون الثاني 1980                           | 11 آذار 1984                                   | 4 سنوات و57 أيام                               | حكومة عبد الرؤوف الكسم الأولى                                 | [ 18 ] [ 19 ]                                  |
|                                                | غازي الدروبي (0000–0000)                       | 11 آذار 1984                                   | 1 تشرين الثاني 1987                            | 3 سنوات و235 أيام                              | حكومة عبد الرؤوف الكسم الثانية حكومة عبد الرؤوف الكسم الثالثة | [ 20 ] [ 21 ]                                  |
|                                                | مطانيوس حبيب (0000–0000)                       | 1 تشرين الثاني 1987                            | 29 حزيران 1992                                 | 4 سنوات و241 أيام                              | حكومة محمود الزعبي الأولى                                     | [ 22 ]                                         |
|                                                | أحمد نادر نابلسي (0000–0000)                   | 29 حزيران 1992                                 | 13 آذار 2000                                   | 7 سنوات و258 أيام                              | حكومة محمود الزعبي الثانية                                    | [ 23 ]                                         |
|                                                | محمد ماهر جمال (0000–0000)                     | 13 آذار 2000                                   | 13 كانون الأول 2001                            | 1 سنة و275 أيام                                | حكومة مصطفى ميرو الأولى                                       | [ 24 ]                                         |
|                                                | إبراهيم حداد (1938–)                           | 13 كانون الأول 2001                            | 11 شباط 2006                                   | 4 سنوات و60 أيام                               | حكومة مصطفى ميرو الثانية حكومة محمد ناجي العطري               | [ 25 ] [ 26 ]                                  |
|                                                | سفيان العلاو (1944–)                           | 11 شباط 2006                                   | 23 حزيران 2012                                 | 6 سنوات و133 أيام                              | حكومة محمد ناجي العطري حكومة عادل سفر                         | [ 27 ] [ 28 ]                                  |
|                                                | سعيد معذى هنيدي (0000–0000)                    | 23 حزيران 2012                                 | 27 آب 2014                                     | 2 سنوات و65 أيام                               | حكومة رياض حجاب حكومة وائل الحلقي الأولى                      | [ 29 ]                                         |
|                                                | سليمان العباس (0000–0000)                      | 27 آب 2014                                     | 3 تموز 2016                                    | 1 سنة و311 أيام                                | حكومة وائل الحلقي الثانية                                     | [ 30 ]                                         |
|                                                | علي غانم (1963–0000)                           | 3 تموز 2016                                    | 30 آب 2020                                     | 4 سنوات و58 أيام                               | حكومة عماد خميس                                               | [ 31 ]                                         |
|                                                | بسام طعمة (1969–)                              | 30 آب 2020                                     | 29 آذار 2023                                   | 2 سنوات و211 أيام                              | حكومة حسين عرنوس الأولى حكومة حسين عرنوس الثانية              | [ 32 ] [ 33 ]                                  |
|                                                | فراس قدور (1962–)                              | 29 آذار 2023                                   | 10 كانون الأول 2024                            | 1 سنة و256 أيام                                | حكومة حسين عرنوس الثانية حكومة محمد غازي الجلالي              | [ 34 ] [ 35 ]                                  |
|                                                | غياث دياب (0000–0000)                          | 30 كانون الأول 2024                            | 29 آذار 2025                                   | 89 أيام                                        | حكومة محمد البشير                                             | [ 36 ] [ 37 ] [ 38 ] [ تنويه 1 ]               |

## وزراء النفط السورييون
| الاسم             | بداية الفترة - نهاية الفترة | صورة | ملاحظات |
| ----------------- | --------------------------- | ---- | ------- |
| مصطفى حداد        | 1970 - 1972                 |      |         |
| فايز الناصر       | 1972 - 1973                 |      |         |
| جبر الكفري        | 1973 - 1974                 |      |         |
| عدنان مصطفى       | 1974 - 1976                 |      |         |
| عيسى درويش        | 1976 - 1980                 |      |         |
| عبد الجبار الضحاك | 1980 - 1984                 |      |         |
| غازي الدروبي      | 1984 - 1987                 |      |         |
| مطانيوس حبيب      | 1987 - 1992                 |      |         |
| نادر النابلسي     | 1992 - 1996                 |      |         |
| محمد ماهر جمال    | 1996 - 2001                 |      |         |
| ابراهيم حداد      | 2001 - 2006                 |      |         |
| سفيان العلاو      | 2006 - 2012                 |      |         |
| سعيد هنيدي        | 2012 - 2013                 |      |         |
| سليمان العباس     | 2013 - 2016                 |      |         |
| علي سليمان غانم   | 2016 - 2020                 |      |         |
| بسام طعمة         | 2020 - 2023                 |      |         |
| فراس قدور         | 2023 - 2024                 |      |         |
| مصطفى الموسى      | 2024 - حتى الآن             |      |         |